# Jan Mandát
Jan Mandát (* 18. listopadu 1995 Jihlava) je český hokejový útočník působící v klubu HC Dynamo Pardubice.

## Hráčská kariéra

### Mládežnické kategorie
Mandát s hokejem začínal v Jihlavě, odkud se před sezónou 2013/14 přesunul do Victoriaville, týmu působící v kanadské QMJHL. V týmu Tygrů v první sezóně vstřelil 12 branek a na dalších 21 přihrál. Z Victoriaville byl ale již po 7 utkáních ročníku 2014/15 vyměněn do Val-d'Or. V sezóně 2014/15 pomohl 44 body týmu Foreurs k postupu až do semifinále soutěže. V ročníku následujícím (2015/16) si připsal v 62 utkáních 64 bodů za 20 gólů a 44 asistencí.

### AHL
Sezóny 2016/17 a 2017/18 strávil v AHL ve farmářských celcích New Jersey Albany Devils a Binghamton Devils. Za dva roky v AHL vstřelil 10 branek, ke kterým přidal 13 asistencí.

### HC Dynamo Pardubice 2018–2021
V květnu 2018 se Mandát vrátil do Čech, kde podepsal smlouvu s pardubickým Dynamem. V Extralize se poprvé gólově prosadil v říjnu 2018 při prohře 2:4 v Mladé Boleslavi. Ve druhé sezóně v Extralize přispěl Dynamu 30 body k udržení extraligové příslušnosti.
Ve třetí sezóně za Pardubice vstřelil 4. prosince 2020 svůj první extraligový hattrick a o 9 dní později, 13. prosince, dostal svoji první pozvánku do reprezentace. Ke svému premiérovému utkání za národní tým nastoupil 20. prosince 2020 na Channel One Cupu proti Švédsku.

### Doping
Dne 13. prosince 2020 se Mandát po utkání 27. kola Extraligy proti Liberci podrobil dopingovému testu, jehož výsledek byl pozitivní. Pozitivní byl také vzorek B, a tak byl Mandát 16. března 2021 z Pardubic propuštěn.
Kvůli zákazu činnosti nejprve pracoval na pile u otce jeho kamaráda, Jiřího Půhoného. Jelikož se však jeho zákaz vztahoval pouze na soutěže spadající pod IIHF, tak se v prosinci 2021 přesunul zpět za oceán, kde se připojil k týmu Indy Fuel, který působí v ECHL. V sezóně 2021/22 zde odehrál 51 utkání, ve kterých si připsal 45 bodů, v první části ročníku 2022/23 zasáhl do 23 zápasů, zaznamenal 20 bodů.

### HC Dynamo Pardubice 2023–
V listopadu 2022 pardubický klub oznámil, že se Mandát po odpykání trestu v lednu 2023 vrátí na soupisku Dynama. V první sezóně po návratu (2022/23) získal s klubem, po nevydařené sedmizápasové semifinálové sérii proti Třinci, bronzovou extraligovou medaili. O rok později přidal do sbírky také stříbrnou medaili, když Pardubice Třinci podlehli v prodloužení 7. finále.

## Prvenství
- Debut v ČHL – 14. září 2018 (HC Dynamo Pardubice proti HC Vítkovice Ridera)
- První gól v ČHL – 5. října 2018 (BK Mladá Boleslav proti HC Dynamo Pardubice, brankáři Gašperovi Krošeljovi)
- První asistence v ČHL – 3. listopadu 2018 (HC Verva Litvínov proti HC Dynamo Pardubice)
- První hattrick v ČHL – 4. prosince 2020 (HC Vítkovice Ridera proti HC Dynamo Pardubice)

## Reprezentace
| Rok                       | Tým                       | Soutěž                    | Z | G | A | B | TM |
| ------------------------- | ------------------------- | ------------------------- | - | - | - | - | -- |
| 2015                      | Česko 20                  | MSJ                       | 5 | 0 | 0 | 0 | 4  |
| 2020/2021                 | Česko                     | EHT                       | 1 | 0 | 0 | 0 | 0  |
| Juniorská kariéra celkově | Juniorská kariéra celkově | Juniorská kariéra celkově | 5 | 0 | 0 | 0 | 4  |
| Seniorská kariéra celkově | Seniorská kariéra celkově | Seniorská kariéra celkově | 1 | 0 | 0 | 0 | 0  |